# هنری استافورد، دومین دوک باکینگهام
هنری استافورد، دومین دوک باکینگهام (انگلیسی: Henry Stafford, 2nd Duke of Buckingham؛ ۴ سپتامبر ۱۴۵۵ – ۲ نوامبر ۱۴۸۳) سیاستمدار اهل بریتانیا بود. وی همچنین مفتخر به کسب نشان بند جوراب شده است.